# Мечка (приток Сылвы)
Мечка — река в России, протекает по Пермскому краю. Устье реки находится в 122 км по правому берегу Сылвинского залива Камского водохранилища. Длина реки составляет 18 км.
Система водного объекта: Сылва → Камское водохранилище → Кама → Волга → Каспийское море.
На левом берегу реки находится Большая Мечкинская пещера.

## Данные водного реестра
По данным государственного водного реестра России относится к Камскому бассейновому округу, водохозяйственный участок реки — Кама от города Березники до Камского гидроузла, без реки Косьва (от истока до Широковского гидроузла), Чусовая и Сылва, речной подбассейн реки — бассейны притоков Камы до впадения Белой. Речной бассейн реки — Кама.
Код объекта в государственном водном реестре — 10010100912111100013766.